# Ruse
Ruse (en búlgaro: Русе) es una ciudad situada al norte de Bulgaria. Tiene una población estimada, a mediados de marzo de 2024, de 140 910 habitantes.
Está ubicada a orillas del río Danubio y frente a la ciudad rumana de Giurgiu.

## Historia
Los historiadores identifican Ruse con Sexaginta Prista, ciudad romana que ordenó construir el emperador Octavio Augusto. La ciudad fue atacada muchas veces por eslavos y búlgaros en los siglos VI y VII. Durante la ocupación búlgara se construyó la muralla que aún se conserva en la actualidad. Durante la ocupación otomana se convirtió en un centro de celebración de fiestas, por lo que se la conoció como La pequeña Viena (Малката Виена). Era conocida en esta época como Rustschuk o Rusçuk. En el siglo XVII la población de la ciudad estaba compuesta fundamentalmente por turcos, eslavos y armenios, además de otros grupos menos importantes en número. A finales del siglo XIX fue uno de los primeros lugares donde penetró el anarquismo en el país.

### Clima
El clima de Ruse es mezcla de húmedo subtropical y clima continental. Los veranos son largos con temperaturas máximas que superan los 25 °C de mayo a octubre. Los inviernos son fríos por los vientos que entran directamente del norte. La temperatura media está alrededor de los 14 °C pero con una diferencia significante entre el invierno, con una media de 1-2 °C, y el verano con una media de 25 °C. 
| Parámetros climáticos promedio de Ruse                        | Parámetros climáticos promedio de Ruse | Parámetros climáticos promedio de Ruse | Parámetros climáticos promedio de Ruse | Parámetros climáticos promedio de Ruse | Parámetros climáticos promedio de Ruse | Parámetros climáticos promedio de Ruse | Parámetros climáticos promedio de Ruse | Parámetros climáticos promedio de Ruse | Parámetros climáticos promedio de Ruse | Parámetros climáticos promedio de Ruse | Parámetros climáticos promedio de Ruse | Parámetros climáticos promedio de Ruse | Parámetros climáticos promedio de Ruse |
| Mes                                                           | Ene.                                   | Feb.                                   | Mar.                                   | Abr.                                   | May.                                   | Jun.                                   | Jul.                                   | Ago.                                   | Sep.                                   | Oct.                                   | Nov.                                   | Dic.                                   | Anual                                  |
| ------------------------------------------------------------- | -------------------------------------- | -------------------------------------- | -------------------------------------- | -------------------------------------- | -------------------------------------- | -------------------------------------- | -------------------------------------- | -------------------------------------- | -------------------------------------- | -------------------------------------- | -------------------------------------- | -------------------------------------- | -------------------------------------- |
| Temp. máx. media (°C)                                         | 4                                      | 7                                      | 14                                     | 20                                     | 26                                     | 30                                     | 32                                     | 32                                     | 27                                     | 19                                     | 12                                     | 5                                      | 19                                     |
| Temp. media (°C)                                              | 0                                      | 2                                      | 9                                      | 14                                     | 20                                     | 24                                     | 26                                     | 25                                     | 21                                     | 14                                     | 8                                      | 2                                      | 13.8                                   |
| Temp. mín. media (°C)                                         | -3                                     | -2                                     | 3                                      | 8                                      | 14                                     | 18                                     | 20                                     | 19                                     | 15                                     | 9                                      | 4                                      | -1                                     | 8.7                                    |
| Precipitación total (mm)                                      | 66                                     | 39                                     | 45                                     | 31                                     | 72                                     | 62                                     | 71                                     | 60                                     | 58                                     | 50                                     | 31                                     | 61                                     | 646                                    |
| Horas de sol                                                  | 81                                     | 111                                    | 178                                    | 215                                    | 280                                    | 304                                    | 327                                    | 317                                    | 237                                    | 171                                    | 106                                    | 75                                     | 2402                                   |
| Fuente: World Meteorological Organisation 20 de enero de 2011 |                                        |                                        |                                        |                                        |                                        |                                        |                                        |                                        |                                        |                                        |                                        |                                        |                                        |